# سیارک ۲۱۷۲۲
سیارک ۲۱۷۲۲ (به انگلیسی: 21722 Rambhia، نامگذاری:1999RX120) بیست و یک هزار و هفتصد و بیست و دومین سیارک کشف شده‌است که در ۹ سپتامبر ۱۹۹۹ کشف شد.
قدر مطلق سیارک برابر ۱۴.۱ است.